# Дерптське єпископство
58°23′ пн. ш. 26°43′ сх. д. / 58.383° пн. ш. 26.717° сх. д.
Де́рптське єпи́скопство (нім. Bistum Dorpat) — духовно-феодальне князівство, що існувало у 1224–1558 роках у південно-східній частині сучасної Естонії на території повітів Тартумаа, Пилвамаа, Вирумаа, Йигевамаа та Валгамаа. Центр у місті Дерпті (Юр'єві). Межі єпископства не збігались із кордонами, закріпленими за єпископом католицької єпархії: остання, окрім самого єпископства, включала до свого складу землі на захід від нього, що належали Лівонському ордену.
За часів свого розквіту Лівонський орден, Ризьке архієпископство, Дерптське, Курляндське та Езель-Вікське єпископства утворювали так звану Лівонську конфедерацію п'яти феодальних держав середньовічної Прибалтики, що постійно конфліктувала як зі слов'янами (Новгородська республіка, Велике князівство Литовське, Королівство Польське), так і зі скандинавськими країнами (Швеція, Данія).
Формальним приводом для походів німецьких хрестоносців було завоювання та християнізація естів, а основною метою — колонізація земель. Першим єпископом дерптським був Герман Буксгевден, брат ризького єпископа та керівника Лівонського хрестового походу Альберта Буксгевдена.
На чолі єпископства стояв католицький єпископ, якого обирали капітулом соборних каноніків, тобто колегією вищих місцевих кафедральних священиків. Єпископ був також найбільшим феодалом-землевласником князівства, хоч частина його земель була передана до рук військовиків, які стали васалами єпископа. Німецьке духовенство й лицарі-феодали наклали феодальні повинності на раніше вільне місцеве естське та слов'янське селянство.

## Історія
1211 року єпископ ризький Альберт заснував Леальську єпархію на заході Естонії. У 1223–1224 роках ести в союзі зі слов'янським князем Вячко безуспішно обороняли місто Юріїв від німецьких лицарів-хрестоносців. Після взяття німці перейменували його на Дорпат (нім. Dorpat) чи Дерпт, а єпископ леальський Герман 1224 року обрав його як свою нову резиденцію, ставши єпископом дерптським. 6 листопада 1225 року римський король Генріх затвердив його на посаді дерптського князя.
1242 року естське військо єпископа Германа зазнало поразки від новгородського князя Олександра Невського у знаменитому Льодовому побоїщі.
Документально відомо, що 1268 року єпископ дерптський Фредрік називав себе ще і «єпископом карельським», але походження цього недовговічного титулу нез'ясоване.
Дерптське єпископство також вело активну торгівлю в межах Ганзейського союзу.
Наприкінці XIV століття єпископом дерптським став Дитріх Дамеров, запеклий ворог Лівонського ордену, що став до коаліції проти нього з Литвою, Мекленбургом та виталійськими братами (відомими піратами Балтійського моря). Він навіть попрохав англійського короля Річарда II взяти Дерпт під його протекцію. Орден безуспішно атакував єпископство 1379 року та після укладення мирової угоди втратив право призову васалів єпископа до участі у військових кампаніях.
В останні роки існування єпископства у нього погіршились відносини з Росією, що стало у подальшому основним приводом до Лівонської війни. Цар Іван IV Грозний зажадав, щоб єпископство виплатило йому величезну данину у 40 000 талерів. Він наполягав, що Дерпт був стародавньою слов'янською фортецею Юріївим, маючи на увазі короткий період слов'янського впливу в землях естів, які підкорив князь Ярослав Мудрий у 1030–1061 роках. Керівництво єпископства намагалось зменшити суму данини для продовження перемир'я, проте цар відмовився від дипломатичних заходів та оголосив війну. 1558 року Дерпт був взятий російськими військами і Дерптське єпископство припинило своє існування.

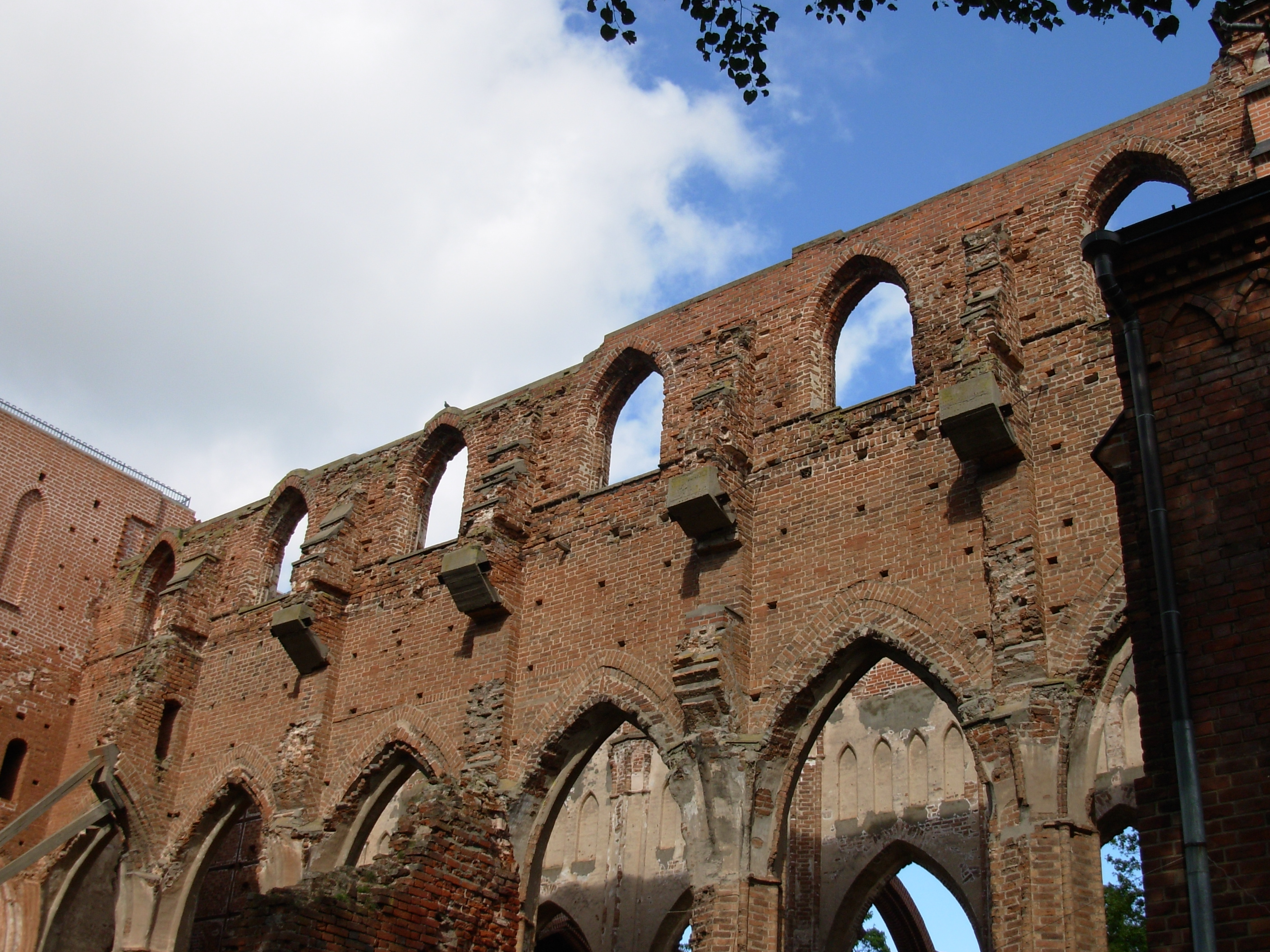
Руїни собору в Тарту

## Географія
Окрім Дерпта, в єпископстві було ще п'ять кам'яних замків:
- Оденпе — стародавній центр Уганді та перша кам'яна фортеця в єпископстві;
- Кіррумпе та Нейгаузен розміщувались на важливій і стародавній дорозі Дерпт — Псков;
- Ольденторн і Варбеке (Кастер) розміщувались на річці Ембах, що зв'язувала Дерпт із Чудським озером.

Також відомий цистерціанський монастир — абатство Фалькенау (Кяркна) поблизу Дерпта.

## Зовнішня політика

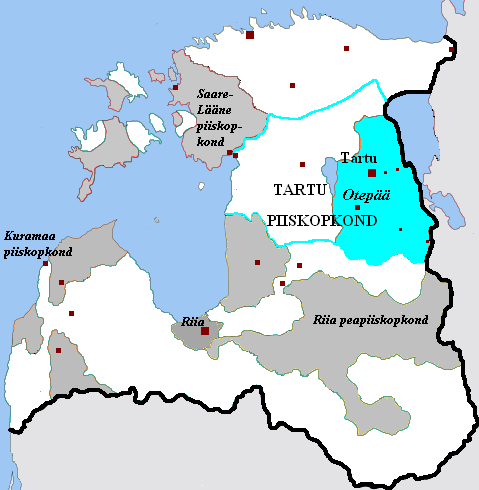
Єпархія дерптського єпископа (обведено блакитним кольором) і Дерптське єпископство (зафарбовано блакитним). Білим кольором позначено землі Лівонського ордена

Загальна площа Дерптського єпископства за часів найбільшої експансії німецьких хрестоносців склала близько 9600 км². Пізніше, волею Ордена, дерптський єпископ також почав завідувати церковними питаннями в орденських землях безпосередньо на захід від єпископства (до Ризької та Пярнуської заток Балтійського моря). З усіх сторін, окрім східної, єпископство оточували землі лицарів Лівонського ордена, на сході з ним первинно межувала Новгородська республіка, колишні васальні землі якої орден і єпископство, власне, і займали. Потім після об'єднання руських земель головним східним сусідством стало Царство Російське (Московська держава).
Єпископство мало положення на околиці, а тому проводило вкрай ворожу політику хрестових походів відносно сусідніх слов'янських земель за підтримки ордена й папи римського. Головну роль у стримуванні єпископства в кордонах початку XII століття відігравала стародавня фортеця Ізборськ, що отримала за героїзм своїх воїнів прізвисько «Залізне місто».
У XVI столітті Дерптське єпископство пережило гостру внутрішню кризу через феодальний розбрат, а також боротьбу католиків із протестантами під час процесу Реформації. Частково слов'янізовані у X–XIII століттях ести-сету при цьому зберігали прихильність до православ'я навіть за умов сильного релігійного тиску з боку німецького духовенства. Скориставшись релігійними конфліктами в єпископстві, 1558 року Іван IV Грозний покінчив з його існуванням, захопивши його столицю Дерпт. Після цього до православ'я навернулась і частина місцевих балтійських німців, втомившись від католицько-протестантських суперечностей.

## Резиденція єпископа
Центром єпископства був Дерптський замок (ест. Toomemägi). Його було пошкоджено під час Північної війни та у XVIII столітті було розібрано, пізніше (на початку XIX століття) на його місці була збудована обсерваторія. Дерптський собор був пошкоджений під час протестантської реформації та перебуває у зруйнованому стані з XVII століття.

## Дерптські єпископи
- Герман Буксгевден 1224–1248
- Олександр 1263–1268
- Фрідріх Газельдорф 1268–1288
- Бернгард I 1289–1302
- Дитріх II Фюсгузен 1302–1312
- Микола 1312–1323
- Енгельберт Долен 1323–1341
- Весцелус 1342–1344
- Йоганн I Фіффгузен 1346–1373
- Генріх I Фельде 1373–1378
- Дитріх III Дамеров 1378–1400
- Генріх II Врангель 1400–1410
- Бернгард II Бюлов 1410–1413
- Дитріх IV Реслер 1413–1441
- Варфоломей Завієрве 1441–1459
- Гельміх Маллінкродт 1459–1468
- Андреас Пеплер 1468–1473
- Йоганн II Бертков 1473–1485
- Дитріх V Гаке 1485–1498
- Йоганн III Ропе 1499–1505
- Герард Шрофе 1505–1513
- Йоганн IV Дюсборг 1513–1514
- Кристіан Бомговер 1514–1518
- Йоганн V Бланкенфельд 1518–1527
- Йоганн VI Бей 1528–1543
- Йодокус Рекке 1544–1551
- Герман II Везель 1552–1560